# Tottijärvi (sjö i Nokia, Birkaland)
Tottijärvi är en sjö i kommunen Nokia i landskapet Birkaland i Finland. Sjön ligger 87,6 meter över havet. Arean är 69 hektar och strandlinjen är 4,82 kilometer lång. Sjön  ingår i Kumo älvs huvudavrinningsområde.   Den ligger omkring 25 km väster om Tammerfors och omkring 160 km nordväst om Helsingfors. 
Tottijärvi kyrka ligger sydöst om Tottijärvi.